# Юньфат Чоу
Чоу Юньфат (кит.: 周润发; *18 травня 1955, Гонконг) — китайський актор, один з найвідоміших кіноакторів Азії. Знімався в гонконзьких, китайських та американських фільмах. Тричі вигравав приз Гонконзької академії кіномистецтв у номінації «найкращий актор» (в 1987, 1988 і 1990 роках) за фільми «Світле майбутнє», «Місто у вогні» і «Все про А Лонга».

## Біографія
Чоу Юньфат народився 18 травня 1955 року на невеликому острівці Ламма у бідній родині фермерів. 1965 року його сім'я переїхала до Гонконгу, де батько знайшов роботу в нафтопереробній компанії. У 17 років Чоу Юньфат був змушений залишити школу, щоб допомагати батькам. Протягом року він перепробував багато професій: листоноші, кур'єра, коридорного. Не маючи акторської освіти, 1973 року Чоу прийшов за оголошенням у газеті на проби, що проводилися телеканалом TVB, успішно їх пройшов та незабаром набув значної популярності, знімаючись у телесеріалах.
Світової популярності домігся завдяки ролям у бойовиках Джона Ву: «Світле майбутнє», «Найманий вбивця» та «Круто зварені». Також знімався у драматичних фільмах. Допоміг акторові Енді Лау зробити кар'єру на телебаченні, а потім і у кіно, разом вони знялися у чотирьох фільмах і двох телесеріалах. З кінця 1990-х Чоу знімається у Голлівуді.

## Вибрана фільмографія
| Рік  |   | Українська назва                             | Оригінальна назва                        | Роль                    |
| ---- | - | -------------------------------------------- | ---------------------------------------- | ----------------------- |
| 1986 | ф | Світле майбутнє                              | A Better Tomorrow                        | Марк Лі                 |
| 1987 | ф | Місто у вогні                                | City on Fire                             | Ко Чоу                  |
| 1987 | ф | Вогненні брати                               | Flaming Brothers                         | Чхан Хо-Тієн            |
| 1987 | ф | Світле майбутнє 2: Ураганний вогонь          | A Better Tomorrow 2                      | Кен Лі                  |
| 1988 | ф | Тигр у поліції                               | Tiger On Beat                            | Сержант Френсіс Лі      |
| 1989 | ф | Найманий вбивця                              | The Killer                               | Джеффрі/«Міккі Маус»    |
| 1989 | ф | Світле майбутнє 3: Любов та смерть у Сайгоні | A Better Tomorrow 3                      | Марк Лі                 |
| 1989 | ф | Бог гравців                                  | God of Gamblers                          | Ко Чун/«Бог гравців»    |
| 1991 | ф | Народжений злодієм                           | Once a Thief                             | Джо                     |
| 1992 | ф | Круто зварені                                | Hard Boiled                              | інспектор «Текіла» Юень |
| 1994 | ф | Повернення бога гравців                      | God of Gamblers' Return                  | Ко Чун/«Бог гравців»    |
| 1998 | ф | Вбивці на заміну                             | The Replacement Killers                  | Джон Лі                 |
| 1999 | ф | Корупціонер                                  | The Corruptor                            | Лейтенант Нік Чень      |
| 1999 | ф | Анна та Король                               | Anna and The King                        | Король Сіаму            |
| 2000 | ф | Тигр, що підкрадається, дракон, що зачаївся  | Crouching Tiger, Hidden Dragon           | Лі Му Бай               |
| 2003 | ф | Куленепробивний чернець                      | Bulletproof Monk                         | чернець                 |
| 2006 | ф | Постмодерне життя моєї тітки                 | Yi ma de hou xian dai sheng huo          | Пань Чжічан             |
| 2006 | ф | Прокляття золотої квітки                     | Curse of the Golden Flower               | Імператор Пін           |
| 2007 | ф | Пірати Карибського моря: На краю світу       | Pirates of the Caribbean: At World's End | Сяо Фень                |
| 2008 | ф | Діти Хуанши                                  | The Children of Huang Shi                | Чень Ханьшен            |
| 2009 | ф | Перлини дракона: Еволюція                    | Dragonball Evolution                     | Майстер Роші            |
| 2009 | ф | Шанхай                                       | Shanghai                                 | Ентоні Ланьтін          |
| 2009 | ф | Конфуцій                                     | Confucius                                | Конфуцій                |
| 2010 | ф | Нехай кулі летять                            | Let the Bullets Fly                      | пан Хуан                |
| 2011 | ф | Створення партії                             | Beginning of the Great Revival           | Юань Шикай              |
| 2012 | ф | Останній магнат                              |                                          |                         |
| 2013 | ф | Король мавп                                  | Da Nao Tian Gong                         | Jade Emperor            |

## Чоу Юньфат у відеоіграх
Джон Ву крім своїх творів у кінематографі дав персонажу своєї гри John Woo Presents Stranglehold, зовнішність Чоу Юньфата. Гра є сиквелом бойовика Джона Ву Круто зварені.